# Lacapelle-Viescamp
Lacapelle-Viescamp är en kommun i departementet Cantal i regionen Auvergne-Rhône-Alpes i mitten av Frankrike. Kommunen ligger  i kantonen Laroquebrou som ligger i arrondissementet Aurillac. År 2022 hade Lacapelle-Viescamp 520 invånare.

## Befolkningsutveckling
Antalet invånare i kommunen Lacapelle-Viescamp
Referens:INSEE